# Лебедянка (Україна)
Лебедя́нка — село в Україні,  у Привільненській сільській громаді Дубенського району Рівненської області. Населення становить 0 осіб.

## Розташування
Село знаходиться в Дубенському районі та простягається вздовж північно-західної його межі.
Межує з селами Бортниця, Іваннє, Підгайці, Іванівка Дубенського району.
З північної сторони села пролягає автошлях Т 1806, а з південно-західної — М19.

## Історія
7 (20) листопада 1917 року, відповідно до Третього Універсалу Української Центральної Ради, увійшло до складу Української Народної Республіки. 
На 1936 рік село входило до ґміни Дубно Дубенського повіту. 
У 1989 році населення села становило 11 осіб.
12 червня 2020 року, відповідно до розпорядження Кабінету Міністрів України № 722-р від «Про визначення адміністративних центрів та затвердження територій територіальних громад Рівненської області», увійшло до складу Привільненської сільської громади.
19 липня 2020 року, в результаті адміністративно-територіальної реформи та ліквідації  Дубенського (1939—2020) району, село увійшло до складу новоутвореного Дубенського району.

## Відомі люди

### Народились
- Карпюк Михайло Кіндратович — учасник збройних формувань ОУН-УПА (псевдо  — «Сокіл», «Невмерущий», «Зелений»), член Дубнянського районового управління СБ ОУН, учасник Воркутинського повстання у ГУЛАГу. Також бандурист, письменник.